# Nissan Presea

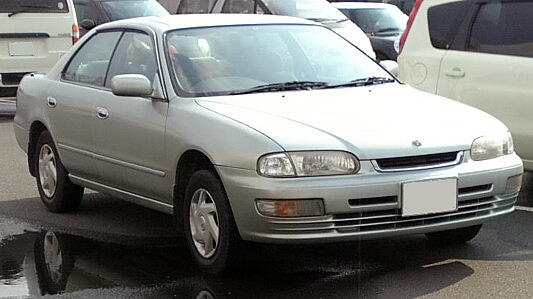
Nissan Presea 1995

Nissan Presea är en kompakt bilmodell som tillverkades av den japanska biltillverkaren Nissan mellan 1990 och 2000. Modellen introducerades som ett alternativ för både familjer och unga förare som letade efter en bil med bra prestanda, komfort och hållbarhet. Presea är en typisk japansk bil från 1990-talet och var populär på flera marknader under sin produktionsperiod.

## Historia
Nissan Presea introducerades 1990 som en del av Nissans strategi att erbjuda en bil som både skulle vara prisvärd och pålitlig. Den var en kompakt bil med en 2-dörrars eller 4-dörrars version och såldes främst i Japan, men också i andra länder, inklusive Europa och vissa delar av Asien. Produktionsperioden för Nissan Presea sträckte sig fram till 2000 då modellen lades ned.

## Design och konstruktion
Presea var en relativt kompakt bil som erbjöd bra utrymme för passagerare och bagage, vilket gjorde den idealisk för både familjekörning och pendling. Modellen byggdes med material som säkerställde en lång livslängd och bra körkomfort. Den var även utrustad med säkerhetsfunktioner för sin tid, såsom krockkuddar och säkerhetsbälten.
Bilen erbjöd flera motoralternativ, inklusive mindre motorer för de som prioriterade bränsleeffektivitet, och större motorer för de som önskade mer prestanda. En av de mest populära motorerna var en 1,8-liters bensinmotor, men Presea fanns även med en 1,6-liters och 2,0-liters motor.

## Användning
Nissan Presea användes framför allt som en familjebil, tack vare dess relativt rymliga interiör och komfortabla körning. Modellen var också populär bland pendlare på grund av dess bränsleeffektivitet och pålitlighet. Den ansågs vara ett bra val för dem som letade efter en billig och pålitlig bil, samtidigt som den erbjöd en god körupplevelse och bra säkerhetsstandarder.

## Säkerhet
Presea var utrustad med flera säkerhetsfunktioner som var vanliga för sin tid, inklusive krockkuddar och säkerhetsbälten för både förare och passagerare. Bilen var också designad för att uppfylla de säkerhetsstandarder som gällde på de marknader där den såldes, inklusive Japan, Europa och vissa delar av Asien. Vidare var den byggd med ett kraftigt chassi och god stabilitet, vilket bidrog till en säker körupplevelse.

## Produktion och marknad
Nissan Presea tillverkades främst för den japanska marknaden men exporterades även till flera andra länder, särskilt till Europa och delar av Asien. Modellen var en viktig del av Nissans sortiment under 1990-talet och anses vara en av företagets mest populära kompakta bilar från denna period.

## Tillverkning
Produktionen av Nissan Presea avslutades 2000. Modellen ersattes av andra kompakta bilmodeller i Nissans utbud. Trots att Presea inte längre tillverkas är den fortfarande populär på begagnatmarknaden, där många ägare uppskattar dess pålitlighet och hållbarhet.